# Nestor Rita
Nestor Rita (1605 – 17 de março de 1687) foi um prelado católico romano que serviu como arcebispo titular de Sebaste na Cilícia (1670-87) e bispo titular de Zenópolis na Lícia (1669-70).

## Biografia
Nestor Rita nasceu em 1605. No dia 2 de dezembro de 1669, foi nomeado durante o papado de Clemente IX como Arcebispo Titular de Zenópolis, na Lícia. A 18 de maio de 1670, foi consagrado bispo por Pietro Vidoni, cardeal-sacerdote de São Callisto, com Federico Baldeschi Colonna, arcebispo titular de Cesareia na Capadócia, e Francesco Maria Febei, arcebispo titular de Tarso, servindo como co-consagradores. A 20 de agosto de 1670, foi nomeado durante o papado de Clemente X como Arcebispo Titular de Sebaste na Cilícia, onde serviu como bispo até à sua morte a 29 de novembro de 1680.